# Richard Dix
Richard Dix (született: Ernst Carlton Brimmer) (Saint Paul, Minnesota, 1893. július 18. – Los Angeles, 1949. szeptember 20.) amerikai színész.
Népszerű színész volt a némafilm és a korai hangosfilm korszakban egyaránt. Leggyakrabban rendíthetetlen hősként volt látható a mozivásznakon.

## Fiatalkora
1893-ban született a minnesotai Saint Paulban, ahol tanulmányait is végezte, és az apai elvárások szerint sebészdoktornak készült. Nyilvánvaló színészi tehetsége már az iskolai színjátszó körben feltűnt, ahol leggyakrabban ő kapta a főszerepeket. Sportos testalkatának köszönhetően amerikaifutballban és baseballban sem volt utolsó. Az egyetem után egy bankban kezdett el dolgozni, de az estéket színórákkal töltötte. Az apja halála után rá hárult a feladat, hogy gondoskodjon édesanyjáról és lánytestvéréről. Később Los Angelesbe ment, ahol szerződést kapott a Paramount Picturestől.

## Karrierje
Miután Hollywoodba költözött pályafutása westernfilmekkel kezdődött. Egyik legemlékezetesebb korai szerepe Cecil B. DeMille Tízparancsolatában volt 1923-ban. Később egyike volt azon kevés színészeknek, akik sikeresen át tudtak váltani a némafilmről a hangosfilmre. 1931-ben Oscar-díjra jelölték legjobb férfi főszereplő kategóriában a Cimarronban nyújtott alakításának köszönhetően.
Szintén emlékezetes szerepe volt a The Tunnel című 1935-ös brit futurisztikus filmben, melynek eredeti posztere egy dallasi aukción 2000-3000 dollár között kelt el 2006-ban. A '40-es évektől kezdve hangjátékokban is szerepelt. A színészkedéstől 1947-ben vonult vissza.

## Magánélete
Első házasságát 1931. október 20.-án kötötte Winifred Coeval. A kapcsolatból egy lány született Martha Mary Ellen néven. 1933-ban elvált, majd feleségül vette Virginia Webstert 1934. június 29.-én, akitől ikrei születtek: Richard Jr. és Robert, és egy lányt is örökbe fogadtak: Sara Sue.

## Halála
1949. szeptember 12.-én súlyos szívinfarktust kapott egy New Yorkból Los Angelesbe tartó vonaton. Ennek következményében hunyt el nyolc nappal később 56 évesen. A glendale-i Forest Lawn Memorial Parkban helyezték örök nyugalomra.
A filmiparban betöltött szerepének köszönhetően csillagja megtalálható a Hollywood Walk of Fame-en.

## Filmjei

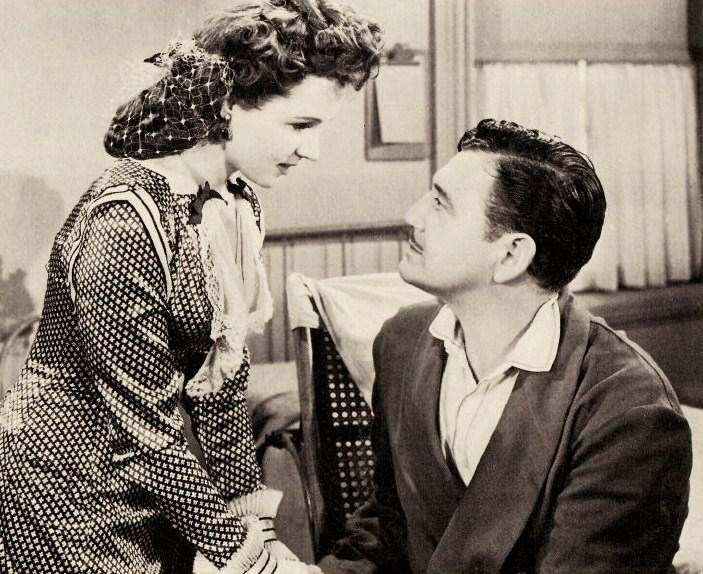
Jane Wyatt és Richard Dix az 1943-as The Kansanban

- 1947 - The Thirteenth Hour ... Steve Reynolds
- 1946 - Secret of the Whistler ... Ralph Harrison
- 1946 - Mysterious Intruder ... Don Gale
- 1945 - Voice of the Whistler ... John Sinclair / John Carter
- 1945 - The Power of the Whistler ... William Everest
- 1944 - The Whistler ... Earl C. Conrad
- 1943 - Szellemhajó ... Will Stone kapitány
- 1943 - The Kansan ... John Bonniwell
- 1942 - American Empire ... Dan Taylor
- 1941 - The Roundup ... Steve Payson
- 1940 - Men Against the Sky ... Phil Mercedes
- 1940 - The Marines Fly High ... Lt. Danny Darrick
- 1939 - Megértés ... Duke Allen
- 1938 - Sky Giant ... W.R. 'Stag' Cahill kapitány
- 1938 - Blind Alibi Paul Dover
- 1937 - The Devil Is Driving ... Paul Driscoll
- 1937 - Devil's Playground ... Jack Dorgan
- 1936 - Yellow Dust ... Bob Culpepper
- 1935 - The Tunnel ... Richard McAllan
- 1935 - The Arizonian ... Clay Tallant
- 1934 - Nyugat leánya ... Stingaree
- 1933 - No Marriage Ties ... Bruce Foster
- 1933 - The Great Jasper ... Jasper Horn
- 1932 - A hongkongi gyújtogató ... Chauncey Carson
- 1932 - Az utolsó négy ... Gibson
- 1931 - Cimarron ... Yancey Cravat
- 1930 - Shooting Straight ... Larry Sheldon aka Ted Walters
- 1930 - Lovin' the Ladies ... Peter Darby
- 1929 - Nothing But the Truth ... Robert Bennett
- 1929 - The Love Doctor ... Dr. Gerald Summer
- 1928 - Easy Come, Easy Go ... Robert Parker
- 1928 - Sporting Goods ... Richard Shelby
- 1927 - Vér és arany ... Joaquin Murrieta
- 1927 - A sárga kalóz ... Jim Bucklin
- 1926 - Let's Get Married ... Billy Dexter
- 1925 - A Man Must Live ... Geoffrey Farnell
- 1925 - Too Many Kisses ... Richard Gaylord, Jr
- 1924 - Manhattan ... Peter Minuit
- 1923 - Tízparancsolat (The Ten Commandments)
- 1922 - Fools First ... Tommy Frazer
- 1921 - The Poverty of Riches ... John Colby
- 1921 - All's Fair in Love ... Bobby Cameron

## Fordítás
- Ez a szócikk részben vagy egészben  a   Richard_Dix című angol Wikipédia-szócikk fordításán alapul.  Az eredeti cikk szerkesztőit annak laptörténete sorolja fel. Ez a jelzés csupán a megfogalmazás eredetét és a szerzői jogokat jelzi, nem szolgál a cikkben szereplő információk forrásmegjelöléseként.